# Marina Yachmeneva
Marina Yachmeneva (Unión Soviética, 14 de julio de 1961) es una atleta soviética retirada especializada en la prueba de 1500 m, en la que consiguió ser subcampeona europea en pista cubierta en 1989.

## Carrera deportiva
En el Campeonato Europeo de Atletismo en Pista Cubierta de 1989 ganó la medalla de plata en los 1500 metros, con un tiempo de 4:07.77 segundos, tras la rumana Paula Ivan y por delante de la también soviética Svetlana Kitova.